# Arguedas
Arguedas è un comune spagnolo di 2 381 abitanti situato nella comunità autonoma della Navarra.